# نادي الثقبة
نادي الثقبة السعودي هو النادي الثاني في مدينة الخُبَر بالمنطقة الشرقية، تأسس عام 1973م.

## فريق كرة القدم
هو أحد الأندية التابعة للمنطقة الشرقية بالخُبر وسُمّي على حي الثقبة الذي أنجب العديد من اللاعبين في بدايتهم من أمثال سعود كريري لاعب المنتخب والاتحاد السعودي وعبده حكمي والعديد من المواهب.
نادي لديه العديد من المواهب ولكن لا يوجد لديه الدعم لصقلها فالعديد من مواهب النادي تتجه للأندية التي لديها دعم مثل القادسية والاتفاق فيعتبر نادي الثقبة من أبرز الأندية التي تخرج وتكشف لاعبي براعم للعديد من الأندية.
صعد إلى مصاف أندية الدرجة الثانية في عام 2016 في عام 2019 صعد إلى مصافي أندية الدرجة الأولى وفي عام 2020 هبط إلى الدرجة الثانية .

## الألعاب الأخرى
حقق بطولة التنس الأرضي ثلاث مواسم ليعود ويتربّع على بطولة المملكة في هذه اللعبة بطولة المنطقة الشرقية للسلة بطولة التايكوندو والجودو والكاراتيه.